# IC 4393
IC 4393 — компактная вытянутая спиральная галактика типа Sc в созвездии Центавр.
Этот объект входит в число перечисленных в оригинальной редакции «Нового общего каталога».